# دانشگاه ایالتی کلیولند
دانشگاه ایالتی کلیولند (به انگلیسی: Cleveland State University) یک دانشگاه عمومی است که در «کلیولند» ایالت «اوهایو» قرار دارد.
دانشگاه بیش از یک هزار رشته آموزشی در بیش از دویست زمینه تحصیلی در مقاطع لیسانس و فوق لیسانس به دانشجویان خود ارائه می‌دهد.
زمینه‌های تحصیلی از قبیل: بازرگانی، آموزش‌های اداری، علوم انسانی، مهندسی، حقوق، هنرهای آزاد، علوم اجتماعی و… در دانشگاه به دانشجویان ارائه می‌گردد.